# Kaap Tsjeljoeskin

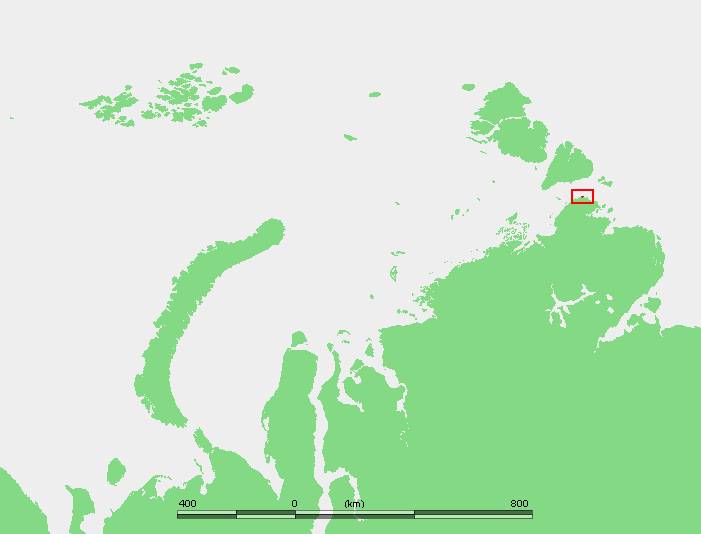
Locatie van de kaap ten noorden van het schiereiland Tajmyr

Kaap Tsjeljoeskin (Russisch: Мыс Челюскин; Mys Tsjeljoeskin) of Noordoostelijke Kaap (мыс Восточно-Северный) is zowel het noordelijkste punt van het vasteland van Eurazië als van de wereld. Het is gelegen op het schiereiland Tajmyr in Noord-Siberië ten zuiden van de archipel Noordland op ongeveer 1300 kilometer ten noorden van de poolcirkel. Ten noorden ervan ligt de Straat Vilkitski en ten zuiden het Byrrangagebergte, dat ten noordoosten van het Tajmyrmeer hoogten tot 1100 meter bereikt.

## Geografie en klimaat
De kaap ligt in een met toendra begroeid gebied, dat alleen aan de rivieren zeer dun is bevolkt en onderdeel is van het Noord-Siberisch Laagland. Het klimaat, de winden en zeestromingen worden sterk beïnvloed door de grote Noordelijke IJszee (18 miljoen km²). De winters zijn er lang en zeer streng en de zomers kort en koel en kennen vaak veel mist met een gemiddelde temperatuur van 5 °C in juli.

## Geschiedenis
De kaap werd ontdekt in het begin van de 17e eeuw door Russische robbenjagers en handelaren, zo blijkt uit archeologische vondsten. Tijdens Vitus Berings Tweede Kamtsjatka-expeditie vond de officiële ontdekking plaats door de Russische poolonderzoeker Semjon Tsjeljoeskin samen met de kozakken Fofanov en Chorochov in 1742 en werd de kaap 'Noordoostelijke Kaap' genoemd. Ter gelegenheid van het 100-jarig bestaan van de (officiële) ontdekking van de kaap, werd deze door het Russisch Geografisch Genootschap vernoemd naar Tsjeljoeskin. De kaap vormt het keerpunt van de Noordoostelijke Doorvaart, de zeeweg die vanaf de Atlantische Oceaan via de noordkust van Rusland naar de Beringstraat loopt. Dit centrale deel van de 6500 kilometer lange zeeroute, die voor het eerst werd bevaren door Adolf Erik Nordenskiöld in de zomers van 1878 en 1879, was eeuwenlang door de slecht te voorspellen ijsomstandigheden slechts moeilijk bevaarbaar.
In 1919 liet het schip Maud van de Noorse expeditie onder leiding van Roald Amundsen nadat ze er een overwinteronderkomen had opgezet twee onderzoekers achter op de kaap; Peter Tessem en Paul Knutsen. De Maud voer verder naar de Laptevzee en de beide mannen kregen opdracht om te wachten op de bevriezing van de Karazee en dan over het ijs met sleden in zuidwestelijke richting naar het 800 kilometer verderop gelegen Dikson te vertrekken om er een brief van Amundsen af te leveren. Van beide mannen werd echter nooit meer iets vernomen. In 1922 leidde Nikifor Begitsjev op verzoek van Noorwegen een vruchteloze zoekexpeditie naar de beide mannen.
In de 20e eeuw werd de kaap beter bereikbaar doordat toen krachtige atoomijsbrekers beschikbaar kwamen die de zeeweg konden openhouden, waarop het een officiële zeeroute werd. Na het uiteenvallen van de Sovjet-Unie was hiervoor echter nauwelijks geld meer, waardoor schepen in het westen vaak niet verder varen als Doedinka en in het oosten niet verder dan Pevek. Kaap Tsjeljoeskin wordt daardoor nog slechts sporadisch voorbijgevaren.

## Poolstation
In 1932 werd er een poolstation gebouwd dat werd bemand door de beroemd geworden Ivan Papanin. Dit station werd in 1983 hernoemd tot het Hydrometeorologisch observatorium E.K. Fjodorov" en doet nu dienst als radiometereologisch station en heeft in de winter een gemiddelde bezetting van 100 personen. Hieromheen werden een aantal verblijven en wetenschappelijke gebouwen gebouwd. Ook ligt hier de noordelijkste luchthaven van Eurazië: Kaap Tsjeljoeskin, die wordt aangedaan door Chatanga Airlines.